# Serafim Meljuchin
Serafim Timofejevič Mel‘uchin (rusky Серафи́м Тимофе́евич Мелю́хин; 6. června 1927 ve vesnici Ivanovskoje, dnes Tambovská oblast – 4. února 2003 v Moskvě) byl sovětský a ruský filozof, vysokoškolský pedagog, doktor filozofických věd, profesor, člen korespondent Akademie věd SSSR (od prosince 1981).

## Životopis
V roce 1949 absolvoval filosofickou fakultu Lomonosovovy univerzity. V letech 1974–1977 byl děkanem této fakulty a v období 1974–1991 zastával funkci vedoucího katedry dialektického materialismu. V 2000 byl Serafimu Meljuchinovi na Moskevské statní univerzitě udělen čestný titul Zasloužilý profesor. Věnoval se vědecko-výzkumné práci v oboru filozofie vědy.

## Publikace
- «Проблема конечного и бесконечного» (1958);
- «О диалектике развития неорганической природы» (1960);
- «Материя в её единстве, бесконечности и развитии» (1966);
- «Можно ли предвидеть будущее?» (1966);
- «Материальное единство мира в свете современной науки» (1967);
- «Марксизм-ленинизм и современная естественнонаучная картина мира» (1968);
- «Ленинское понимание материи и его значение для развития диалектико-материалистического мировоззрения» (1969);
- «Бесконечность материального мира» (1973);
- «Философские основания естествознания» (1977; в соавт.);
- «Философские проблемы естествознания» (1985; в соавт.).

Překlady do češtiny
- Filozofické základy přírodních věd. Redakce : S. T Meljuchin; překlad : Milena Manová; ilustrace : Leo Novotný (autor obálky). 1. vyd. Praha: Svoboda, 1980. 377 s. (Filozofie a současnost, sv. 31). Po charakteristice dialektického materialismu jako univerzální metodologie současné vědy pojednávají autoři o filozofických základech přírodovědeckých teorií, o sociálním základu a funkci současné přírodovědy. Věnují pozornost problémům filozofického zdůvodnění matematiky a matematické logiky, zabývají se filozofickými základy fyziky, biologie, geologie, geografie a podrobují kritice buržoazní koncepce filozofických základů vědy.

Překlady do slovenštiny
- Problém konečna a nekonečna (původním názvem: Problema konečnogo i beskonečnogo). Překlad : Otakar Mošner a Juraj Klaučo. 1. vyd. Bratislava: Osveta, 1961. 305 s. (Veda a svetonázor). (slovensky)